# The Open Championship 1991
De 120e editie van het Brits Open werd van 18-21 juli 1991 gespeeld op de Royal Birkdale Golf Club.
Er deden elf voormalige winnaars mee: Severiano Ballesteros (1979, 1984, 1988), Nick Faldo (1987),  Jack Nicklaus (1966, 1970, 1978), Greg Norman (1986), Gary Player (1959, 1968, 1974), Lee Trevino (1971, 1972), Tom Watson (1975, 1977, 1980, 1982, 1983) en Tom Weiskopf (1973) haalden de cut, Mark Calcavecchia (1989), Sandy Lyle (1985) en Johnny Miller (1976) kwalificeerden zich niet voor het weekend.
Drievoudig winnaar Severiano Ballesteros begon met een ronde van -4 hetgeen na ronde 1 goed genoeg was voor de eerste plaats.
In ronde 3 kwam Ian Baker-Finch met de laagste score van de week binnen. Een ronde van 64 bracht hem aan de leiding naast Mark O'Meara. Ze hadden slechts 1 slag voorsprong op Eamonn Darcy en Mike Harwood. In de 4de en laatste ronde speelde Baker-Finch de eerste negen holes in 29 slagen en moest er daarna alleen nog maar voor te  zorgen om geen fouten te maken. Het werd zijn enige Major overwinning. Voor Pete Bender, zijn caddie, was dit de tweede Major, want vijf jaar eerder won hij het Brits Open met Greg Norman.

## Top-10
| Nr | Speler                | Score           | Score | Prijs (£) |
| -- | --------------------- | --------------- | ----- | --------- |
| 1  | Ian Baker-Finch       | 71-71-64-66=272 | –8    | 90,000    |
| 2  | Mike Harwood          | 68-70-69-67=274 | –6    | 70,000    |
| T3 | Fred Couples          | 72-69-70-64=275 | –5    | 55,000    |
| T3 | Mark O'Meara          | 71-68-67-69=275 | –5    | 55,000    |
| T5 | Eamonn Darcy          | 73-68-66-70=277 | –3    | 34,167    |
| T5 | Jodie Mudd            | 72-70-72-63=277 | –3    | 34,167    |
| T5 | Bob Tway              | 75-66-70-66=277 | –3    | 34,167    |
| 8  | Craig Parry           | 71-70-69-68=278 | –2    | 27,500    |
| T9 | Severiano Ballesteros | 66-73-69-71=279 | –1    | 22,833    |
| T9 | Bernhard Langer       | 71-71-70-67=279 | –1    | 22,833    |
| T9 | Greg Norman           | 74-68-71-66=279 | –1    | 22,833    |

Vanaf 1970:
1970 ·
1971 ·
1972 ·
1973 ·
1974 ·
1975 ·
1976 ·
1977 ·
1978 ·
1979 ·
1980 ·
1981 ·
1982 ·
1983 ·
1984 ·
1985 ·
1986 ·
1987 ·
1988 ·
1989 ·
1990 ·
1991 ·
1992 ·
1993 ·
1994 ·
1995 ·
1996 ·
1997 ·
1998 ·
1999 ·
2000 ·
2001 ·
2002 ·
2003 ·
2004 ·
2005 ·
2006 ·
2007 ·
2008 ·
2009 ·
2010 ·
2011 ·
2012 ·
2013 ·
2014 ·
2015 ·
2016 ·
2017 ·
2018 ·
2019 ·
2020